# Сахне (шахрестан)
Сахне́ или Сехне́ (перс. شهرستان صحنه‎) — одна из 14 областей (шахрестанов) иранской провинции Керманшах. Административный центр — город Сахне.
В состав шахрестана входят районы (бахши):
- Меркези (центральный) (بخش مرکزی)
- Диноур (بخش دینور)

Население области на 2006 год составляло 75 827 человек.

## Населённые пункты
| Русское название | Оригинальное название (фарси) | Население, чел. (2006) |
| ---------------- | ----------------------------- | ---------------------- |
| Сахне            | صحنه                          | 34 133                 |
| Эльхийе          | الهيه                         | 1388                   |
| Джейхунабад      | جيحون اباد                    | 1076                   |
| Дереке           | دركه                          | 904                    |
| Кендуле          | كندوله                        | 879                    |
| Мианрахан        | ميان راهان                    | 489                    |